# 张德武
张德武（1963年—2016年2月15日），本名张承武，画家，相声演员。于2016年2月15日凌晨逝世，享年53嵗。
张德武曾向张树立、程振国等学习中国画，1990年毕业于北京教育学院艺术系，后在丰台实验学校从事美术教学。自幼亦对相声等曲艺感兴趣，1978年向北京曲艺曲剧团演员刘晨学习相声。2005年加入德云社，拜張文順为师，期间参与德云社影视剧《县长老叶》剧本编写。2010年郭德綱徒弟打人事件後，德云社内部强化合同制，张德武因身有教师本职，兼有身体情况，不再于德云社演出。后加入北京星夜相声会馆，参与创作2011年中央电视台春节联欢晚会上李菁、何云伟的相声作品《独家录制》。后任北京市丰台区政协委员、北京市美术家协会会员，北京曲艺家协会会员等。

## 相声作品
- 《独家录制》
- 《文化达人》